# (6167) Narmanskij
(6167) Narmanskij es un asteroide perteneciente al cinturón de asteroides, región del sistema solar que se encuentra entre las órbitas de Marte y Júpiter, descubierto el 27 de agosto de 1979 por Nikolái Stepánovich Chernyj desde el Observatorio Astrofísico de Crimea (República de Crimea).

## Designación y nombre
Designado provisionalmente como 1979 QB10. Fue nombrado Narmanskij en homenaje a Vladimir Yakovlevich Narmanskij, astrónomo aficionado de Crimea y fundador del laboratorio aficionado "Heliorythm", donde se realizan investigaciones sobre la estructura de resonancia del sistema solar y las relaciones solar-terrestres. También es poeta, conocido por escribir el texto para Mass for Chersones del compositor crimeo Alemdar Sabitoviĉ Karamanov.

## Características orbitales
Narmanskij está situado a una distancia media del Sol de 2,397 ua, pudiendo alejarse hasta 2,882 ua y acercarse hasta 1,913 ua. Su excentricidad es 0,202 y la inclinación orbital 1,634 grados. Emplea 1356,20 días en completar una órbita alrededor del Sol.

## Características físicas
La magnitud absoluta de Narmanskij es 14,2. Tiene 3,973 km de diámetro y su albedo se estima en 0,308. 